# 1998 YS5
1998 YS5 är en asteroid i huvudbältet som upptäcktes 21 december 1998 av den japanska astronomen Takao Kobayashi vid Ōizumi-observatoriet.
Asteroiden har en diameter på ungefär 10 kilometer och den tillhör asteroidgruppen Eos.